# Thibaut Pinot
Thibaut Pinot (Lure, Alto Saona, 29 de mayo de 1990) es un ciclista francés que fue profesional entre 2010 y 2023 y perteneció al equipo Groupama-FDJ durante toda su carrera. Sumó victorias de etapa y top-10 en la clasificación general de las tres Grandes Vueltas. Fue campeón de la clasificación de la montaña del Giro de Italia 2023.

## Biografía

### Carrera juvenil y amateur
Thibaut Pinot se inició en el ciclismo a los ocho años, empujado por su padre, donde corre a nivel regional. Su hermano mayor también practica el ciclismo. Durante su primer año júnior, ganó la general del Tour de Guadalupe en categoría júnior (5 etapas), la Drôme Provençal (evento júnior nacional, de dos etapas), y una etapa en el Desafío Júnior Oriental. También terminó quinto en la general del Desafío Nacional Júnior.
Durante su segundo año como júnior, consiguió nueve victorias incluyendo la clasificación general del Tour de Haute-Saone (más una etapa), el Tour d'Ardèche júnior (más 2 etapas) y el Júnior Savoyard con la selección de Francia. También obtiene buenos puestos en clasificaciones finales, como el tercer lugar en el Desafío Nacional Júnior, cuarto en la general en la Carrera de la Paz júniors y un decimocuarto lugar en el Campeonato Europeo júnior y 33.º en los Campeonatos del Mundo júnior, dos carreras donde participó en el éxito de Johan Le Bon. Él cambió de club cuando llega a amateurs. Se unió al CC Étupes, con la ambición de convertirse en profesional. Su primer ídolo fue Miguel Induráin.

### 2009
En 2009, Thibaut Pinot consiguió varias victorias incluyendo la clasificación general del Tour del Cantón de Mareuil Verteillac, el criterio de primavera, la tercera etapa del Tour de Saboya, el gran premio Dells. Gracias a su consistencia, no tardó en unirse al equipo de Francia amateur con la que participó en el Giro del Friuli y el Tour de l'Ain, sus primeras carreras profesionales. A finales de agosto de 2009, ganó la clasificación general del Giro del Valle de Aosta con el equipo de Francia y se convirtió en el ganador más joven de la carrera. Se unió a un selecto grupo de ganadores de esta prueba como Yaroslav Popovych y Gilberto Simoni.

### 2010: Debut en profesionales con La Française des Jeux

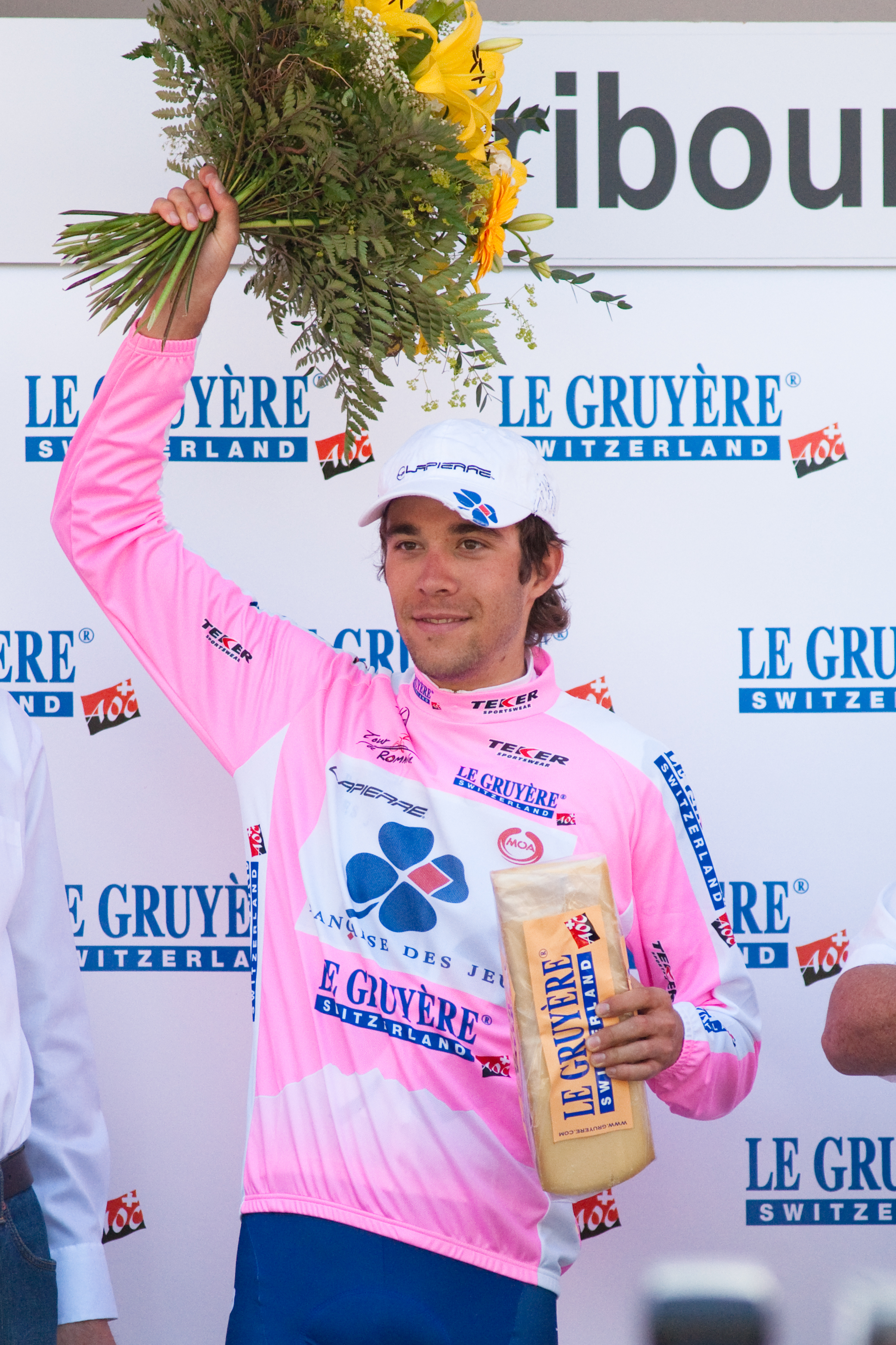
Pinot en el Tour de Romandía 2010.

Se convirtió en profesional en 2010 al unirse a la Française des Jeux. Su primer resultado significativo es un quinto puesto en el Tour du Finistère. Quince días después, terminó ganando la general de la montaña del Tour de Romandía. En junio, hizo su primer podio profesional en la quinta etapa del Critérium du Dauphiné, una carrera que terminó en el vigésimo lugar de la clasificación general. Luego tomó el quinto lugar del Tour de l'Ain en agosto, justo después de ganar el ranking del mejor escalador de la París-Corrèze.

### 2011: Primeras victorias
2011 sería el año de la confirmación del ciclista francés, que ganó algunas carreras destacadas. Consiguió llevarse la victoria en el Tour de Alsacia además de llevarse una etapa. Conseguiría llevarse 2 etapas del Tour de l'Ain y para cerrar un año magnífico se impuso en la Semana Lombarda.
En abril de 2011, Thibaut Pinot terminó tercero en la clasificación general final del Tour de Turquía. El piloto francés tiene entonces solo veinte años y este es su primer podio en un evento importante de una semana. Dos semanas después, ganó el segundo lugar en el Rhône-Alpes Isère Tour, donde ganó el premio de la montaña y el de mejor joven. En su preparación para el Critérium du Dauphiné, terminó séptimo y mejor joven a finales de mayo del Vuelta a Baviera. Terminó segundo en la séptima etapa del Critérium du Dauphiné en la parte final del paso de La Toussuire detrás de Joaquim Rodríguez. Sin embargo, perdió todas las posibilidades de una buena clasificación general final, perdiendo más de cuatro minutos en una cota al comienzo de la carrera, pero terminando bien la semana, acabó decimosexto en la general. 
A finales de julio, ganó la etapa reina del Tour de Alsacia, con final en Ballon d'Alsace, en solitario haciéndose con la victoria en la clasificación general. El mes siguiente, ganó la segunda etapa del Tour de l'Ain, que le permitió tomar el primer puesto en la clasificación general. Al día siguiente, pierde casi seis minutos con el ganador de la etapa, Wout Poels, perdiendo cualquier posibilidad cara a la clasificación general. En la etapa reina, la del Gran Colombier, ganó por delante de David Moncoutié, y finalmente fue el ganador final del Tour de l'Ain. La semana siguiente, continuó su temporada terminando tercero en el semiclásico italiano Tres Valles Varesinos, detrás de Domenico Pozzovivo y el ganador Davide Rebellin, logrando su primer podio en una carrera de un día en la clase HC.
Luego ganó el primer parcial de la Settimana Ciclistica Lombarda en solitario en la cumbre del Passo della Presolana, y tomó el primer puesto de la general que mantendrá hasta el final. Se convirtió en el ganador más joven de la prueba desde 1991 y cuando ganó Lance Armstrong, quien tenía solo 21 años.

### 2012: Victoria de etapa en el Tour de Francia

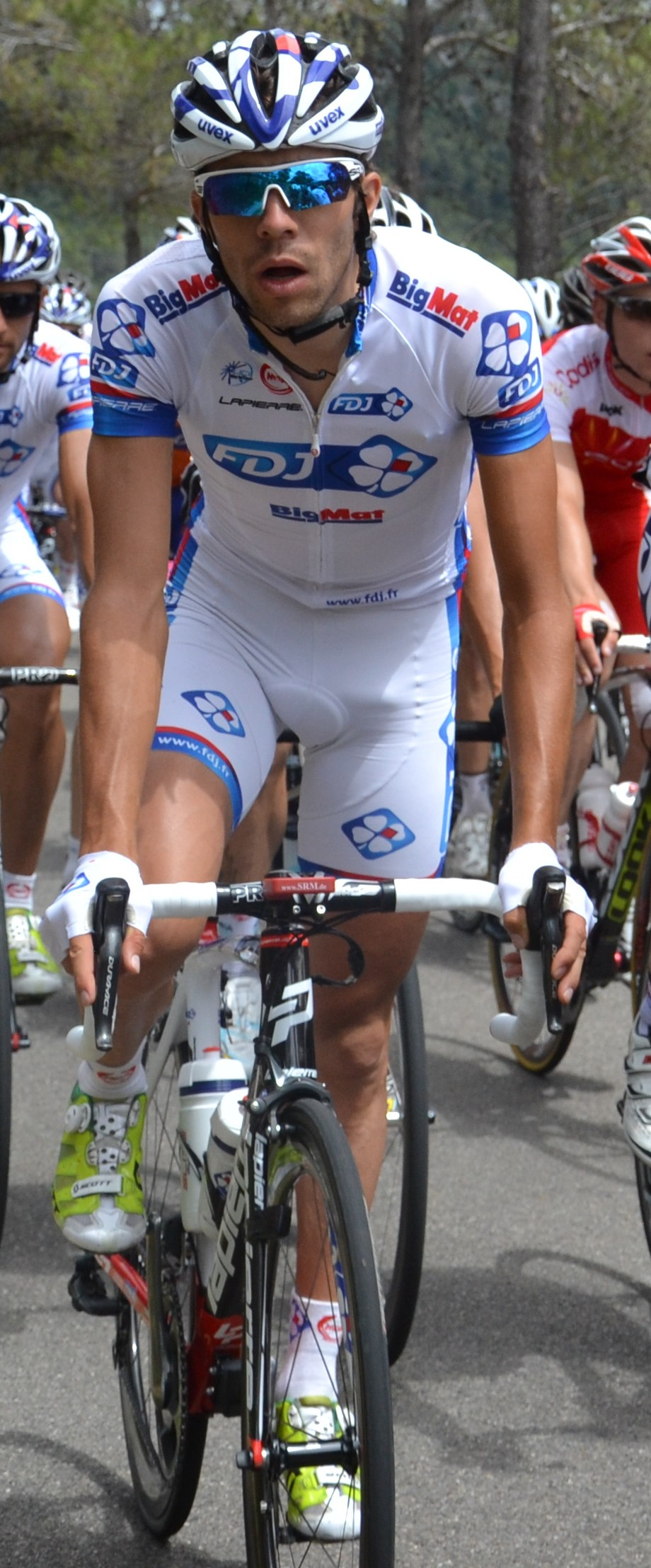
Thibaut Pinot durante el Tour de Francia 2012.

En 2012, el equipo de FDJ se convirtió en FDJ-BigMat y recuperó el estado de ProTeam perdido en 2011, lo que le permitió participar en todas las competiciones del calendario del UCI World Tour. Thibaut Pinot planificó la temporada para estar en Tirreno-Adriático, la Volta a Cataluña y el Tour de Romandía. También preparó su debut en una gran vuelta de 3 semanas.
Décimo sexto del Tour Méditerranéen y el undécimo del Tour du Haut-Var al comienzo de la temporada, los meses siguientes no estuvieron a la altura de sus ambiciones. Fue el 50.º de Tirreno-Adriático y no terminó la Volta a Cataluña y la Vuelta al País Vasco. A fines de abril, ocupó el undécimo lugar en el Tour de Romandía, luego de terminar octavo en la contrarreloj de Crans-Montana de la quinta etapa. En junio, hizo una buena Vuelta a Suiza. Fue quinto de la etapa en Verbier y sexto en Arosa. Sus actuaciones durante esta carrera hicieron que su entrenador Frédéric Grappe dijera que "demostró que está entre los cinco mejores escaladores del mundo". Décimo en la clasificación general en la víspera del final, sin embargo, se dio por vencido en la última etapa.
Inicialmente iba a correr la Vuelta a España, pero finalmente el equipo decidió inscribirlo a última hora en el Tour de Francia. En julio, comenzó su primer Tour de Francia para "descubrir esta carrera y adquirir experiencia" después del cúmulo de lesiones del líder teórico del equipo FDJ-BigMat, Arnold Jeannesson. El participante más joven de este Tour de Francia ganó la octava etapa entre Belfort y Porrentruy. Cuatro días después de su victoria, Pinot lanzó el sprint de los favoritos en el final de La Toussuire y quedó segundo detrás de su compatriota Pierre Rolland, sobreviviente de la escapada del día. Rompió el récord del ascenso, que anteriormente tenía el español Carlos Sastre en la edición de 2006. En la etapa 17, Pinot logró seguir al maillot amarillo Bradley Wiggins y su compañero Christopher Froome y terminó cuarto de la etapa 22 a pocos segundos del ganador de la jornada, Alejandro Valverde. En la etapa 19, Pinot logró mantener su décimo puesto en la clasificación general a pesar de la presión de Andreas Klöden. Se convirtió en París en el corredor más joven en terminar entre los diez primeros desde Raymond Impanis en 1947.
Para cerrar su mejor temporada como profesional, volvió a ganar una etapa del Tour de l'Ain sin poder luchar por los primeros lugares en la clasificación general de la carrera. Terminó su temporada con un abandono durante el Giro de Lombardía.

### 2013: Difícil confirmación
Thibaut Pinot comenzó su temporada en el Gran Premio de apertura del calendario francés, Grand Prix Cycliste la Marseillaise. En marzo, participó en la primera ronda por etapas, la Volta a Cataluña. Durante esta carrera, Pinot pasó un mal rato al ver a su compañero de equipo Arnold Jeannesson caer de una pendiente abajo frente a él. Pinot no cayó y luego terminó octavo en esta carrera. Terminó el 40.º en la Vuelta al País Vasco. Al final del mes de abril, Pinot comenzó el Tour de Romandía con un sexto lugar en la prólogo. Quinto de la general en vísperas de la etapa final, regresó al duodécimo puesto al término de la última etapa.
Un mes más tarde, en preparación para el Tour de Francia, fue decimocuarto de la Vuelta a Baviera. Comprometido en la Vuelta a Suiza, fue tercero en la primera etapa de montaña, teniendo el quinto lugar en general final. Pinot obtuvo el cuarto lugar en general después de la retirada de Giovanni Visconti en la quinta etapa. Fue en la última etapa de montaña donde no pudo seguir el ritmo de Rui Costa, Bauke Mollema y Tejay van Garderen. Pinot cerró esta Vuelta a Suiza en el cuarto lugar general.
Durante el Tour de Francia, después de las etapas iniciales en Córcega, perdió 42 segundos en la contrarreloj por equipos ganada por Orica-GreenEDGE en la que su equipo, FDJ.fr, terminó en 15.º posición. Durante la primera etapa de la montaña pirenaica, Thibaut Pinot, tenso, se distanció en el descenso del paso de Pailhères. Enervado, se quitó el auricular cuyo cable se enganchó en la rueda delantera, lo que requirió la intervención del mecánico del equipo. Pinot finalmente concedió seis minutos a Christopher Froome al llegar a la cima de Ax 3 Domaines. Al día siguiente, tocado mentalmente, volvió a distanciarse y terminó en un grupo a 25 minutos, perdiendo cualquier posibilidad en la clasificación general. Al llegar al primer día de descanso, Pinot era 47.º a más de 31 minutos de Froome. Lejos en la general y con dolor de garganta, Pinot decidió retirarse de la carrera el día después del segundo día de descanso. Los críticos con él achacaron su retirada a su supuesto temor en las bajadas.
Volvió a la competición en el Tour de l'Ain, donde finalizó sexto. Pinot hizo una destacada Vuelta a España, acabando 7.º en la general final y dejándose ver en las etapas de montaña. Luego fue seleccionado para la carrera en línea del campeonato mundial Florencia, una novedad para él en este nivel, Pinot terminó en el lugar 50. A pesar de su gran puesto en la Vuelta, ese año Pinot no consiguió ninguna victoria, quedándose en blanco al final de la temporada.

### 2014: Podio en el Tour de Francia

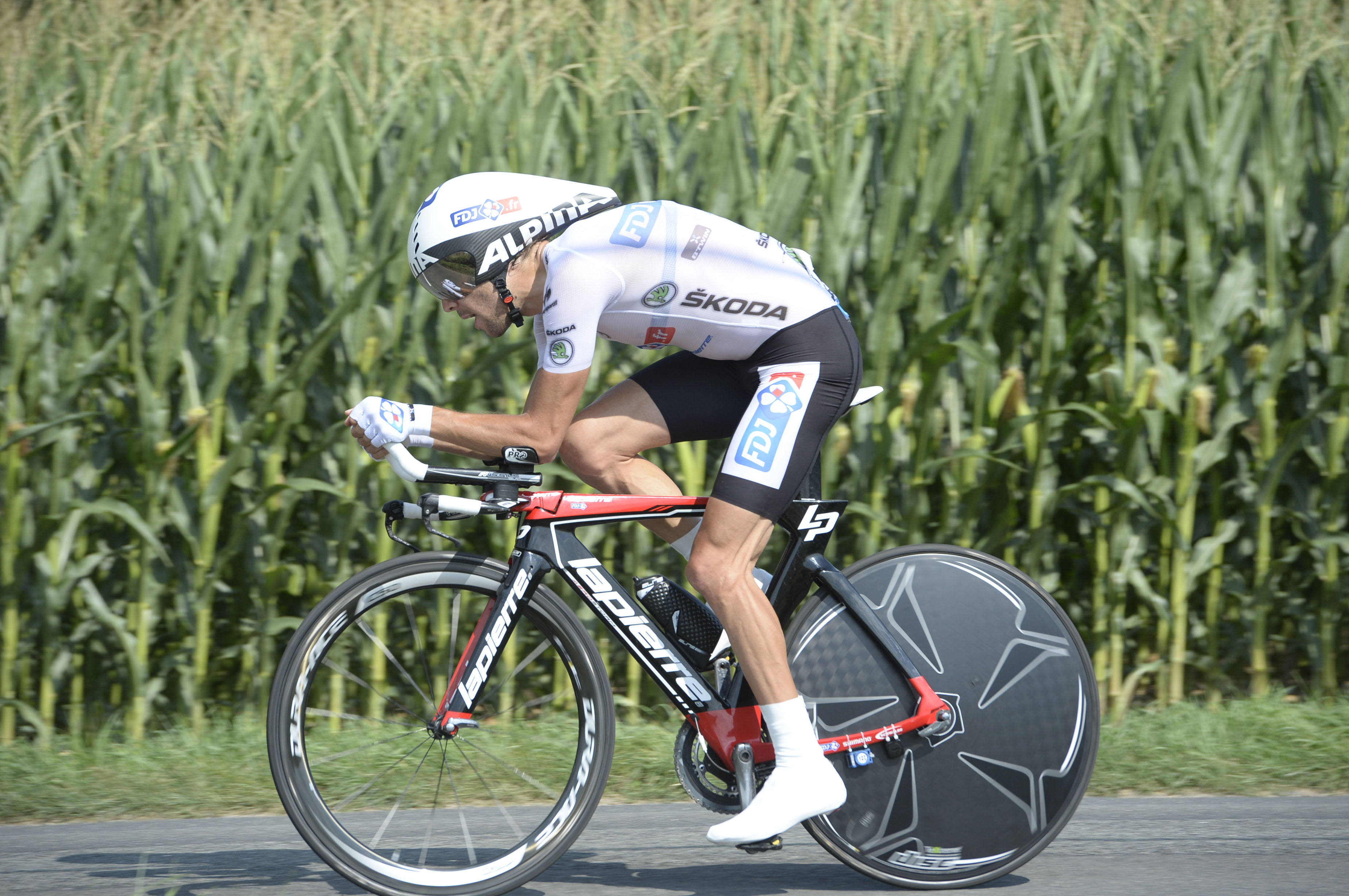
Thibaut Pinot durante el Tour de Francia 2014, vistiendo el maillot blanco.

Al año siguiente, fue el de la explosión del joven francés. Thibaut Pinot tuvo un comienzo difícil para la temporada 2014, debiendo abandonar el Tour de Omán debido a un dolor de garganta y luego abandonar Tirreno-Adriático debido a una tendinitis. En primavera, fue decimotercero en la Volta a Cataluña, noveno en la Vuelta al País Vasco, décimo en el Tour de Romandía, quinto en la Vuelta a Baviera y decimoquinto en la Vuelta a Suiza.
En julio, llegó segundo en la décima etapa del Tour de Francia en la Planche des Belles Filles, a pocos kilómetros de su pueblo natal. Volvió a ocupar el segundo lugar en Hautacam, detrás de Vincenzo Nibali. Tras estar luchando todo el Tour de Francia por el podio junto con Romain Bardet, Alejandro Valverde y Jean-Christophe Péraud, finalmente logró acabar tercero en la general tras realizar una gran última semana en Los Pirineos y una buena contrarreloj (aunque no fuera especialista), además de adjudicarse el maillot blanco al mejor joven. Confirmó todo su potencial en las montañas, así como su progreso cuesta abajo y especialmente contra el reloj.
Pinot, que extendió su contrato con FDJ.fr hasta finales de 2016, participó en la Vuelta a España, no con el objetivo de disputar la clasificación general sino ganar una victoria de etapa, cosa que echaba de menos desde el Tour de l'Ain 2012. Con fiebres en los días previos al inicio de la Vuelta, Pinot también se vio afectado por el calor de los primeros días. La cuarta etapa, al final de la cual Pinot perdía más de 24 minutos en total, fue el peor día de Pinot en su carrera ciclista. Incapaz de recuperarse, abandonó durante la undécima etapa.
De vuelta en el Tour du Doubs, fue cuarto. Terminó noveno en el Gran Premio de Valonia y cuarto en el Tour de Gévaudan Occitania.

### 2015: Varias victorias, fracaso en la general del Tour de Francia.

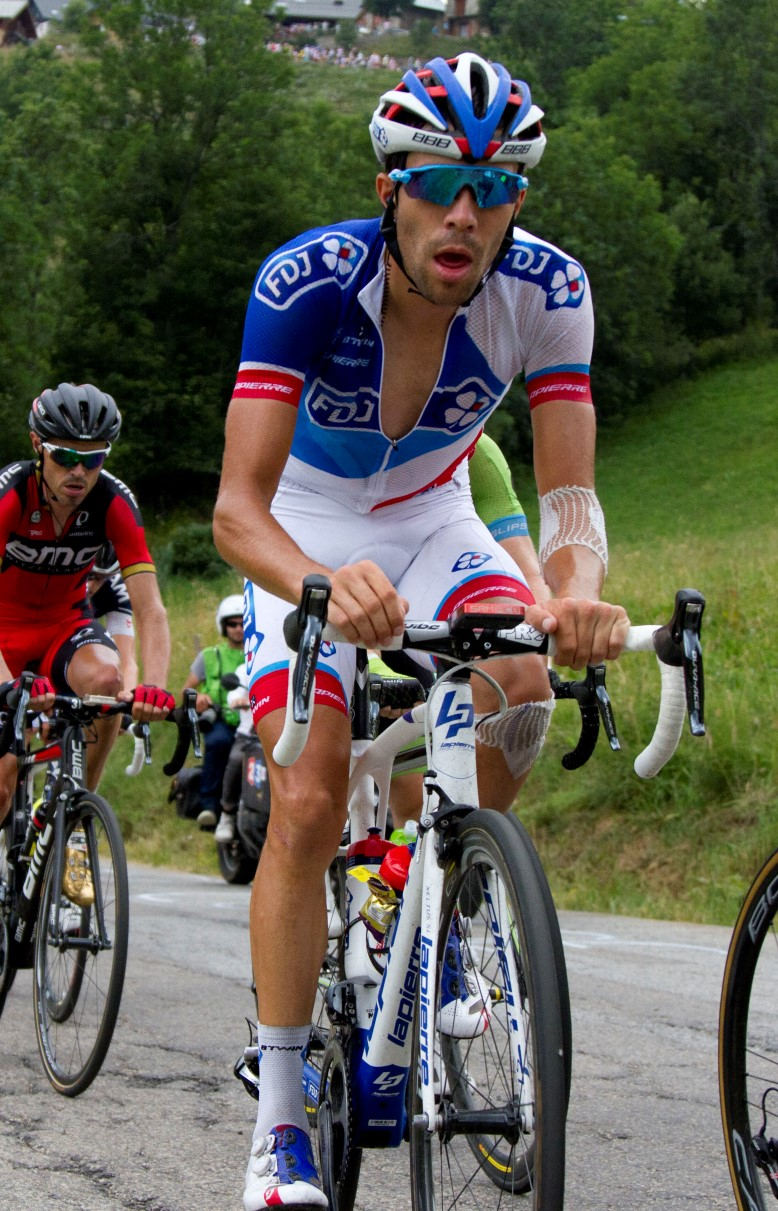
Pinot durante el Tour de Francia 2015.

Comenzó el año a un grandísimo nivel, ganando las etapas de alta montaña en el Tour de Romandía y en la Vuelta a Suiza dando un recital en ambas.
En el periodo entre temporadas, Thibaut Pinot no practicó el ciclismo durante seis semanas. Pinot también utilizó el invierno para probar una bicicleta específica para pruebas de montaña. En cuanto a su entrenamiento, eligió para esta temporada centrarse en los cambios de ritmo cuesta arriba y la contrarreloj, individual y por equipos. Para ayudarlo en las montañas y, a petición suya, Steve Morabito fue fichado por FDJ. En febrero, declaró tener tres objetivos principales para la temporada: Tirreno-Adriático, el Tour de Romandía y el Tour de Francia.
El 2 de mayo de 2015, ganó la etapa de montaña entre Friburgo y Champex-Lac en el Tour de Romandía. Terminó cuarto en la general.
Thibaut Pinot se distinguió en junio en la Vuelta a Suiza al ganar la única etapa de alta montaña en Sölden, después de un ataque a dos kilómetros de la meta. Después de esa etapa se puso de líder de la carrera, que finalmente perdió en la última prueba contrarreloj en favor de Simon Špilak.
Llegaba en un gran momento al Tour de Francia y lo demostró tras una primera extraordinaria crono por Utrecht superando a todos los favoritos. Thibaut Pinot perdió rápidamente sus ambiciones a la clasificación general. Perdió una gran cantidad de tiempo en la primera parte de la carrera: sufrió un pinchazo y un descarrilamiento en los adoquines de la cuarta etapa, terminó más de seis minutos de Chris Froome en la Pierre Saint-Martin y desfalleció en el Tourmalet en la siguiente etapa. No fue sino hasta la próxima llegada al Plateau de Beille que finalmente apareció en su nivel, terminando entre los favoritos. Cambió su objetivo, buscando ganar etapas. Se intentó meter en varias escapadas. Los dos primeros intentos fueron infructuosos: en Mende, se las arregló para atrapar Romain Bardet, que había atacado con anterioridad. Sin embargo, los dos corredores no se pusieron de acuerdo y Steve Cummings, en el falso llano descendente último kilómetro, ganó la etapa; en un descenso de la etapa decimoséptima, una caída le impidió dar caza a Simon Geschke, que sería el ganador de la etapa. Finalmente se llevó la penúltima etapa en la mítica cima del Alpe d'Huez tras dejar a sus compañeros de escapada en el puerto y aguantar bien al grupo de favoritos. Pinot finalizó este Tour de Francia en la decimosexta posición.
Fue seleccionado por Bernard Bourreau para el equipo francés con Romain Bardet, Warren Barguil, Alexis Vuillermoz y Tony Gallopin, para participar en el Aquece Rio International Road Cycling Challenge, evento preparatorio para los Juegos Olímpicos de Río de Janeiro 2016. Terminó sexto, a 24 segundos del ganador Alexis Vuillermoz. Volviendo a la competencia el 13 de septiembre en el Tour du Doubs, fue sexto en el Gran Premio de Valonia en preparación para el Giro de Lombardía, que era su objetivo de final de temporada. A finales de mes ganó el Tour de Gévaudan Occitania frente a Thomas Voeckler. Pinot se presentó en el Giro de Lombardía con un cuarto puesto en la Milán-Turín. En este Giro de Lombardía, la última carrera de su temporada, la carrera se estableció durante el paso al Civiglio. Vincenzo Nibali atacó varias veces en la escalada, ataques a los que respondieron Pinot y varios otros corredores, luego escapó solo en el descenso y ganó en Como. Pinot terminó tercero al final y obtuvo el primer podio de un francés en esta carrera desde 1997 y la victoria de Laurent Jalabert. Este tercer lugar, junto con su regularidad de resultados en las carreras del UCI World Tour, lo llevó a ser el décimo en el ranking de final de año de la UCI. Su líder Marc Madiot consideraba que, esa temporada, su corredor había "ganado nivel", incluso mentalmente.

### 2016: Inicio exitoso de la temporada, abandono en el Tour de Francia.

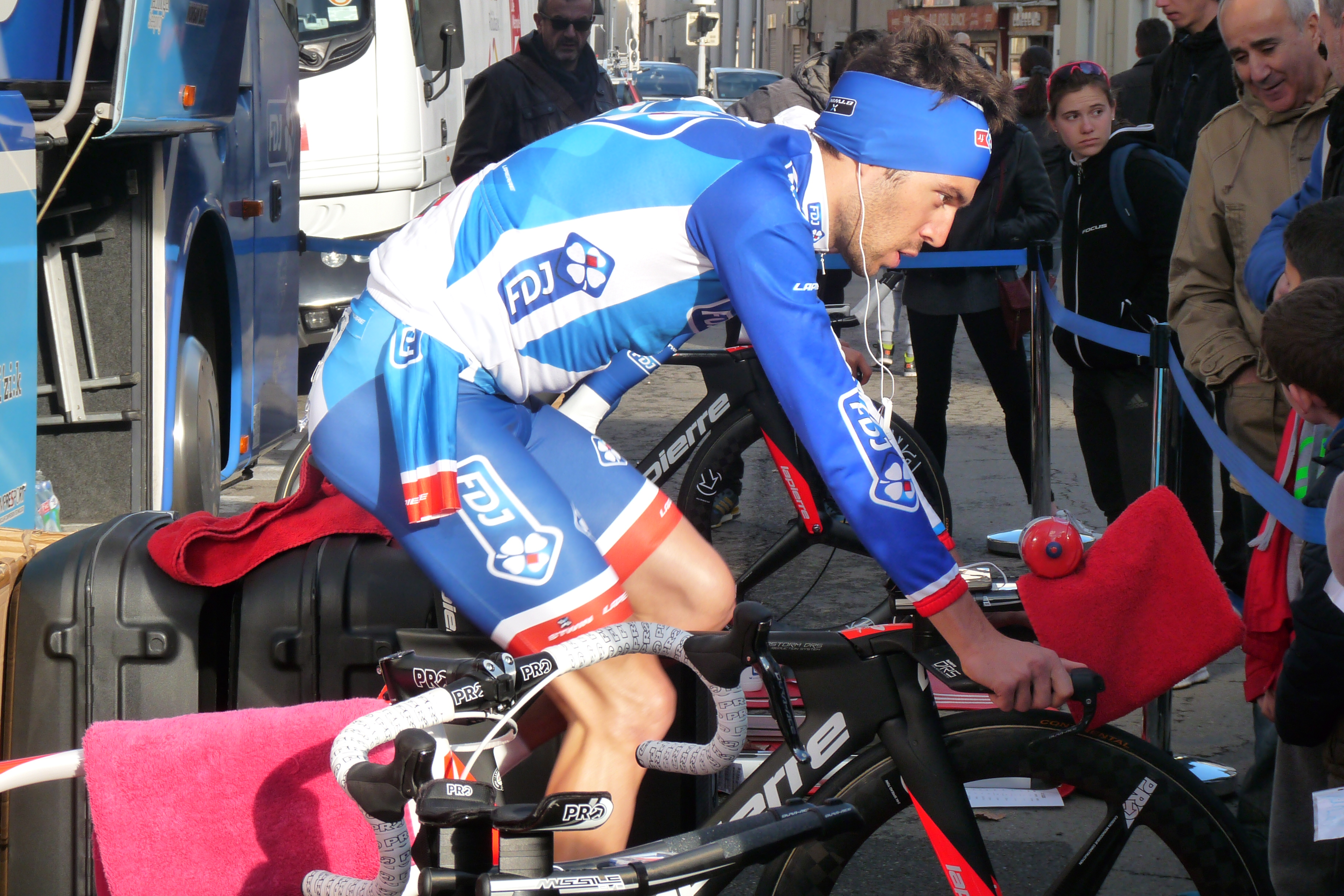
Thibaut Pinot calentando en la Estrella de Bessèges del 2016.

Durante la pretemporada, Thibaut Pinot no practicó ciclismo durante varias semanas, sino que entrenó a través del fútbol o el esquí de fondo. Abordó el 2016 centrándose principalmente en el Tour de Francia, los Juegos Olímpicos, tanto la carrera en ruta como la contrarreloj, y el título del campeón francés de contrarreloj. Un año después de la llegada de Steve Morabito, el equipo fichó a Sébastien Reichenbach para la montaña. Reanudó la competición en la apertura del Gran Premio Ciclista la Marsellesa, que ocupó el segundo lugar, batido en el sprint por Dries Devenyns. Fue entonces el tercero de Estrella de Bessèges, gracias a su segundo lugar en la contrarreloj donde solo fue derrotado por el campeón de Francia Jérôme Coppel. En Tirreno-Adriático, que Pinot llamaba "primer objetivo de la temporada", el francés ocupó el quinto lugar en la clasificación general de este evento marcado por la cancelación de la etapa más favorable para los escaladores. Una semana más tarde, en el Critérium Internacional, ganó el primer día la contrarreloj, la primera de este tipo de prueba en su carrera profesional, lo que le permitió tomar la iniciativa. Ganó al día siguiente la etapa de media montaña que llegó al Col de l'Ospedale y, por tanto, la clasificación general final. Cuatro semana después de la Vuelta al País Vasco, ganó a finales de abril la tercera etapa del Tour de Romandía, una contrarreloj, por delante del neerlandés Tom Dumoulin y el luxemburgués Bob Jungels. Esta victoria le permitió terminar segundo en la general detrás de Nairo Quintana. Las últimas etapas no dieron opción de cambio de la clasificación general y Pinot terminó segundo en la carrera detrás de Quintana.
Descartado para la disputa la clasificación general en el Critérium del Dauphiné, Pinot aún se destacó al ganar la sexta etapa en Méribel. Cumplió uno de sus objetivos principales al ganar el campeonato francés de contrarreloj en Vesoul, Haute-Saone, cerca de su ciudad natal, el 23 de junio. La semana siguiente, se anunciaría la extensión de su contrato con el equipo FDJ hasta finales de 2018.
En el Tour de Francia, perdió todas las posibilidades de aparecer en la clasificación general al final de la primera semana y el paso de los Pirineos. Se centró en la clasificación del mejor escalador. No salió a disputar la etapa trece y se retiró debido a una bronquitis. 
Pinot, así como Romain Bardet, Warren Barguil y Julian Alaphilippe constituyeron la selección francesa inicial para la carrera en ruta de los Juegos Olímpicos. También fue seleccionado para la prueba contrarreloj. Debido a la infección viral que sufrió en el Tour de Francia, fue reemplazado por Alexis Vuillermoz. Posteriormente anunciaría en Twitter que se sentía muy fatigado debido a un virus y que iba a descansar el resto del año, centrándose ya en la temporada 2017. A finales de año, ocupó el puesto 17 en la clasificación del World Tour y el 25 en el Ranking Mundial UCI.

### 2017: Primera participación en el Giro de Italia
Thibaut Pinot anunció durante el invierno que, por primera vez en su carrera, participaría en el Giro. Comenzó su temporada como el anterior Grand Prix Cycliste la Marseillaise, donde ayudó a su compañero Arthur Vichot a ganar. Unos días más tarde, en la Vuelta a la Comunidad Valenciana, no estuvo en el juego de la disputa de la carrera. El 16 de febrero, ganó por delante de Alberto Contador en la segunda etapa de la Vuelta a Andalucía. Ya en el Giro de Italia, fue el último en resistir a Nairo Quintana en la subida a Blockhaus y se convirtió en un serio candidato al podio. Fue ofensivo en los kilómetros finales de las últimas etapas de montaña, lo que le permitió, en la última contrarreloj, tener opciones de ser el ganador de la carrera con diferencias mínimas entre Tom Dumoulin, Nairo Quintana y Vincenzo Nibali. En Ortisei, en la etapa 18, aprovechó la marca entre Quintana, Nibali y la maglia rosa Tom Dumoulin para coger tiempo con los otros favoritos junto a Domenico Pozzovivo. Ganó la 20.ª etapa en Asiago en el sprint frente a los otros favoritos, lo que le permitió ser tercero en la víspera del final, dadas las bonificaciones y los segundos perdidos por Tom Dumoulin. Pero en la última etapa contrarreloj, fue derrotado por Tom Dumoulin y Vincenzo Nibali y debió conformarse con el 4.º lugar a 1 min 17 s del ganador Tom Dumoulin.
Durante el Tour de Francia, tenía como objetivo, a pesar de una participación agotadora en el Giro, ganar una etapa o el maillot de la montaña. Nunca estuvo realmente en la disputa, a pesar de una escapada en la etapa 15 de Le Puy-en-Velay que ganó Bauke Mollema, y finalmente se retiró en la 17.ª etapa.
Reanudó la competición en la Clásica de San Sebastián, donde terminó en el segundo grupo, 38 segundos por detrás del ganador Michał Kwiatkowski. En el Tour de l'Ain, le dio la victoria a su joven compañero de equipo David Gaudu durante la etapa reina que llevó a Oyonnax y ganó al día siguiente en la clasificación general, marcando así su primer éxito de la temporada en una carrera por etapas. En octubre, finalizó quinto en el Giro de Lombardía, al quedarse atrás de Vincenzo Nibali que logró la victoria.

### 2018: Dos etapas en la Vuelta y victoria en el Giro de Lombardía
A principios de 2018, el francés confirmó su presencia en el Giro de Italia acudiendo como jefe de filas del Groupama-FDJ. Antes de iniciar la primera gran vuelta del año, acudió al Tour de los Alpes como preparación, prueba en la que saldría como vencedor de la clasificación final. Una vez comenzó el Giro, se dejó ver por las primeras posiciones de la clasificación general tras la primera semana de competición. Hasta la 13.ª etapa, conservó el tercer puesto de la clasificación general, habiendo hecho podio en 3 etapas diferentes (6.ª, 8.ª y 9.ª etapa). Tras un mal inicio de la última semana perdiendo varias posiciones, en la 19.ª etapa volvió a finalizar tercero, etapa en la que Chris Froome le arrebató la maglia rosa a Simon Yates. Tras este día y a falta de 2 etapas, era 3.º en la general a 4'17" de Froome y tenía 40" de ventaja con Miguel Ángel López su más inmediato perseguidor por el podio. En otra etapa con mucha montaña que decidiría la clasificación del Giro, sufrió un desfallecimiento que le causó una pérdida de más de 45 minutos sobre el vencedor de la etapa. Tras pasar la noche en el hospital por deshidratación y fiebre, decide no salir en la última etapa habiendo perdido ya todas sus opciones de podio, acabando la ronda italiana con un abandono.
Tras unas semanas sin competir, anunció que no participaría en el Tour de Francia, marcándose como objetivos la Vuelta a España y el Mundial en Ruta con un recorrido adecuado para los escaladores.
En la Vuelta a España no comenzó con buen pie, ya que se vio afectado por unos cortes provocados por abanicos en la 6.ª etapa, perdiendo 1'44" con el resto de favoritos, dejando muy mermadas sus opciones de victoria general. Ya en la 15.ª etapa, con final en los Lagos de Covadonga, atacó a falta de 6 kilómetros, ataque que le sirvió para llevarse su primera victoria en la Vuelta a España, ganando en una cima mítica. Finalizada la etapa, se colocó como 7.º en la general, siendo la primera vez que se colocaba en el top-10 en todo el transcurso de la Vuelta. Días más tarde, repitió triunfo en Andorra, venciendo en la 19.ª etapa. Después de los 21 días de competición, acabó 6.º en la clasificación general.

## Estilo y popularidad

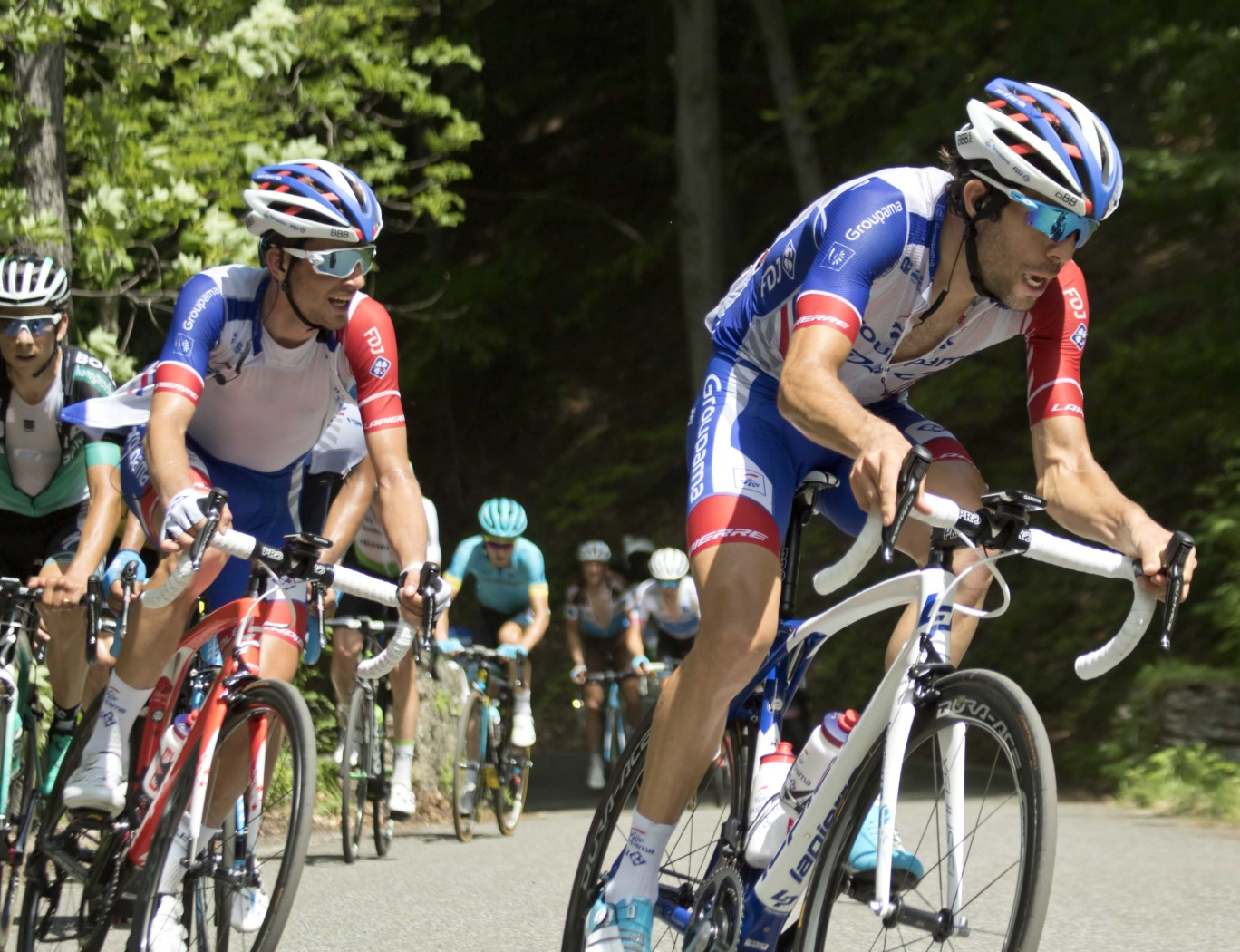
Thibaut Pinot en el Giro de Italia 2018.

Pinot consigue sus mejores resultados en la montaña. Así, en 2009, en amateurs, ganó el Tour del Valle de Aosta, una carrera que tiene lugar en los Alpes italianos. Confirmó sus habilidades en la montaña en su primera temporada como profesional al destacar el Tour de Romandía y el Critérium de Dauphiné. Durante el Critérium de Dauphiné, su director deportivo Marc Madiot dijo de él: "Es un escalador puro. Nos confirma lo que sabíamos de él en las categorías júnior". También se siente cómodo en terrenos montañosos y se declara a sí mismo "un pequeño puncheur", como lo ilustra su podio obtenido en el Three Valleys Varésines 2011. Pinot disfruta especialmente de las carreras italianas, especialmente del Giro de Lombardía, su clásica favorita y el único monumento que él cree que puede ganar. Sin embargo, regularmente pierde tiempo en el descenso, como es el caso en muchas de las carreras del World Tour en 2013. La explicación dada por esta pérdida de tiempo recurrente es un bloqueo psicológico que se remonta a un descenso durante una carrera júnior, que se rompió con ambos brazos rotos. A Pinot tampoco le gusta el clima caliente y se siente cómodo en climas lluviosos. También se le critica a menudo por tener una salud frágil, especialmente en carreras de tres semanas.
La contrarreloj, inicialmente una debilidad para Pinot, es una disciplina en la que progresó a lo largo de los años y especialmente en 2016 hasta el punto que en ese año gana su primera victoria profesional en este tipo de disciplina. Ha acabado dclarando que esta especialidad es un "placer". Ganó la contrarreloj en el Critérium Internacional, en el Tour de Romandía frente a Tom Dumoulin y el título de campeón de Francia de la especialidad. Sin embargo, es en este ejercicio que pierde su lugar en el podio del Giro de Italia en 2017. En 2018, tampoco encontró su nivel en la contrarreloj del año 2016.
Disfruta de una gran popularidad en Francia e Italia, donde los espectadores aprecian su estilo de escalador, atacante, sin pensamientos y sin evidentes defectos.
En 2020, el grupo francés Jaune Mayo grabó la canción Tibopino, dedicada al ciclista.

## Familia
Su hermano Julien era el entrenador del club amateur CC Étupes, ubicado en el departamento de Doubs. También es ciclista, pero tuvo que retirarse debido a una hipertrofia cardíaca. También sigue el entrenamiento de Thibaut y trabaja con el equipo de FDJ. Su padre, Régis, es el alcalde del municipio de Mélisey, Alto Saona.

## Palmarés
| 2009 - Giro del Valle de Aosta 2011 - Tour de Alsacia, más 1 etapa - 2 etapas del Tour de l'Ain - Semana Lombarda, más 1 etapa 2012 - 1 etapa del Tour de Francia - 1 etapa del Tour de l'Ain 2014 - 3.º en el Tour de Francia, más clasificación de los jóvenes 2015 - 1 etapa del Tour de Romandía - 1 etapa de la Vuelta a Suiza - 1 etapa del Tour de Francia - Tour de Gévaudan Languedoc-Roussillon, más 1 etapa 2016 - Critérium Internacional, más 2 etapas - 1 etapa del Tour de Romandía - 1 etapa del Critérium del Dauphiné - Campeonato de Francia Contrarreloj | 2017 - 1 etapa de la Vuelta a Andalucía - 1 etapa del Tour de los Alpes - 1 etapa del Giro de Italia - Tour de l'Ain 2018 - Tour de los Alpes - 2 etapas de la Vuelta a España - Milán-Turín - Giro de Lombardía 2019 - Tour de Haut-Var, más 1 etapa - Tour de l'Ain, más 1 etapa - 1 etapa del Tour de Francia 2022 - 1 etapa del Tour de los Alpes - 1 etapa de la Vuelta a Suiza 2023 - Clasificación de la montaña del Giro de Italia |

## Resultados
Durante su carrera deportiva consiguió los siguientes puestos en Grandes Vueltas, vueltas menores y carreras de un día:
Para más resultados, véase Resultados de Thibaut Pinot

### Grandes Vueltas
| Carrera | Carrera         | 2010 | 2011 | 2012 | 2013 | 2014 | 2015 | 2016 | 2017 | 2018 | 2019 | 2020 | 2021 | 2022 | 2023 |
| ------- | --------------- | ---- | ---- | ---- | ---- | ---- | ---- | ---- | ---- | ---- | ---- | ---- | ---- | ---- | ---- |
|         | Giro de Italia  | —    | —    | —    | —    | —    | —    | —    | 4.º  | Ab.  | —    | —    | —    | —    | 5.º  |
|         | Tour de Francia | —    | —    | 10.º | Ab.  | 3.º  | 16.º | Ab.  | Ab.  | —    | Ab.  | 29.º | —    | 14.º | 11.º |
|         | Vuelta a España | —    | —    | —    | 7.º  | Ab.  | —    | —    | —    | 6.º  | —    | Ab.  | —    | 17.º | —    |

### Vueltas menores
| Carrera | Carrera                | 2010 | 2011 | 2012 | 2013 | 2014 | 2015 | 2016 | 2017 | 2018 | 2019 | 2020 | 2021 | 2022 | 2023 |
| ------- | ---------------------- | ---- | ---- | ---- | ---- | ---- | ---- | ---- | ---- | ---- | ---- | ---- | ---- | ---- | ---- |
|         | Tour Down Under        | 45.º | —    | —    | —    | —    | —    | —    | —    | —    | —    | —    | X    | X    | —    |
|         | París-Niza             | —    | —    | —    | —    | —    | —    | —    | —    | —    | —    | 5.º  | —    | —    | —    |
|         | Tirreno-Adriático      | —    | —    | 50.º | —    | Ab.  | 4.º  | 5.º  | 3.º  | —    | 5.º  | —    | 43.º | 8.º  | 10.º |
|         | Volta a Cataluña       | 49.º | —    | Ab.  | 8.º  | 13.º | —    | —    | —    | 10.º | 11.º | X    | —    | —    | —    |
|         | Vuelta al País Vasco   | —    | —    | Ab.  | 40.º | 9.º  | 10.º | 4.º  | —    | —    | —    | X    | —    | —    | —    |
|         | Tour de Romandía       | 30.º | —    | 11.º | 12.º | 10.º | 4.º  | 2.º  | —    | —    | —    | X    | —    | 13.º | 5.º  |
|         | Critérium del Dauphiné | 20.º | 16.º | —    | —    | —    | —    | 16.º | —    | —    | 5.º  | 2.º  | —    | —    | —    |
|         | Vuelta a Suiza         | —    | —    | —    | —    | —    | 4.º  | —    | —    | —    | —    | X    | —    | 14.º | —    |

### Clásicas y Campeonatos
| Carrera                 | Carrera                 | 2010 | 2011 | 2012 | 2013 | 2014 | 2015 | 2016 | 2017 | 2018 | 2019 | 2020 | 2021 | 2022 | 2023 |
| ----------------------- | ----------------------- | ---- | ---- | ---- | ---- | ---- | ---- | ---- | ---- | ---- | ---- | ---- | ---- | ---- | ---- |
| Strade Bianche          | Strade Bianche          | —    | —    | —    | —    | —    | —    | —    | 9.º  | —    | —    | —    | —    | 49.º | 19.º |
| Clásica San Sebastián   | Clásica San Sebastián   | 78.º | —    | —    | —    | —    | 20.º | —    | 17.º | —    | —    | X    | —    | —    | —    |
| Gran Premio de Quebec   | Gran Premio de Quebec   | 25.º | 51.º | —    | —    | —    | —    | —    | —    | —    | —    | X    | X    | —    | —    |
| Gran Premio de Montreal | Gran Premio de Montreal | 14.º | 31.º | —    | —    | —    | —    | —    | —    | —    | —    | X    | X    | —    | —    |
|                         | Giro de Lombardía       | —    | 47.º | Ab.  | 12.º | 14.º | 3.º  | —    | 5.º  | 1.º  | —    | —    | 50.º | —    | 37.º |
| Mundial en Ruta         | Mundial en Ruta         | —    | —    | —    | 50.º | —    | —    | —    | —    | 9.º  | —    | —    | —    | —    | —    |
| Europeo en Ruta         | Europeo en Ruta         | —    | —    | —    | —    | —    | —    | —    | —    | —    | —    | —    | Ab.  | —    | —    |
| Francia en Ruta         | Francia en Ruta         | 42.º | —    | —    | 38.º | —    | —    | 12.º | —    | —    | 43.º | —    | —    | —    | 7.º  |
| Francia Contrarreloj    | Francia Contrarreloj    | 39.º | 26.º | —    | —    | —    | —    | 1.º  | 13.º | —    | —    | —    | —    | —    | —    |

—: no participa

Ab.: abandono

## Reconocimientos
Bicicleta de Oro Francesa (2015)

## Equipos
- FDJ (2010-2023)
  - FDJ (2010-2011)
  - FDJ-Big Mat (2012)
  - FDJ (2013-2018)
  - Groupama-FDJ (2018-2023)